# Modicogryllus miser
Modicogryllus miser är en insektsart som först beskrevs av Walker, F. 1869.  Modicogryllus miser ingår i släktet Modicogryllus och familjen syrsor. Inga underarter finns listade i Catalogue of Life.